# Хондробласт
Хондробла́ст (от др.-греч. χονδρός — «хрящ» + др.-греч. βλάστη — «росток, отпрыск, побег») — клетка, входящая в состав хрящевой ткани и имеющая уплощённую форму с развитым эндоплазматическим ретикулумом; относится к наиболее молодым клеткам хряща, формирует внеклеточный матрикс ткани и способна к митотическому делению. Клетки располагаются во внутреннем слое надхрящницы и в толще хрящевой ткани. Клетки данного типа также способны вырабатывать ферменты, приводящие к разрушению межклеточного матрикса хрящевой ткани. Цитоплазма клеток окрашивается базофильно, в процессе дифференцировки клетки превращаются в хондроциты.